# Eléni Dónta
Eléni Dónta (Grieks: Ελένη Δοντά-Μπαλή) (Lamia, 17 juni 1980) is een Grieks atleet. Op de Olympische Zomerspelen van Beijing in 2008 liep zij de marathon.
In 2007 liep zij in Londen haar beste marathontijd van 2:40:42.